# Ceratozamia gigantea
{{#ifeq:0|0|{{#if:Ceratozamia gigantea|{{#if:|[[]}}|[[]]}}}}
Ceratozamia gigantea — вид квіткових рослин з родини замієвих (Zamiaceae). Це ендемік південного сходу Мексики. Раніше його помилково ідентифікували як C. subroseophylla через відсутність репродуктивних структур у зразків із Табаско. Було використано географічні, морфологічні критерії та критерії штрихового кодування ДНК й на цій основі описано новий вид.